# クリスマスキス〜イブに逢いましょう
『クリスマスキス〜イブに逢いましょう』（クリスマスキス イブにあいましょう）は、テレビ東京系列局ほかで放送されていたテレビドラマである。テレビ東京とオフィスクレッシェンドの共同製作。全11話。

## 概要
テレビ東京系列局では1995年10月14日から同年12月23日まで放送。放送時間は毎週土曜 22:00 - 22:54 （日本標準時）、最終回のみ23:24までの30分延長版で放送。
「生まれ変わり」「前世」「多重人格」などのサイコサスペンス系のキーワードも取り入れた推理ドラマで、テレビドラマ史上初となる企画「賞金100万円付き犯人当てクイズ」を行っていた。
現在のところ、本作のビデオソフト化はまだなされていない。

## あらすじ
学芸員であるしおりは時折奇妙な幻覚で悩まされていた。精神科へ通ってカウンセリングを受ける中、セラピスト助手の榊原雄二と出会う。奇妙な幻覚の原因を二人で探し続ける。
そんな中、巷では婚約者ばかりを狙って殺害する「フィアンセ連続殺人事件」が発生する。しおりは夢の中で見たクリスマスローズという言葉から喫茶店を探し出す。そこは一度も訪れたことの無い場所。それなのに開け方にコツのいる窓を開けたりと、昔からさも知っているかのような行動を起こすしおり。
クリスマスローズ。ここから23年前に殺された広美や生まれ変わり、フィアンセ連続殺人事件の犯人は誰なのか!? 阿修羅のごとく奇妙な人間関係を取り巻きながらしおりの心の闇が明かされていく。

## キャスト
水野しおり：中嶋朋子
主人公。どことなく影を持つ大人しい女性で、学芸員をしている。フラッシュに反応してさまざまな幻覚を見てしまい、精神科へ通うことになった。多重人格。前世は長嶋広美。
榊原雄二：佐藤敦啓
奥村の助手をしている精神科医。度々奥村と対立を起こす。前世は赤城敏也。
奥村美智雄：森本レオ
明邦大学精神科医。研究の為ならば手段を選ばない。世代間伝達の理論を提唱。若き頃は赤城のゼミ生でスザンヌ佐藤や高橋と同期であったが、赤城とは考え方の違いで度々対立している。孝子とは奥村の患者でもあり、男女の関係でもある。孝子との間にしおりが生まれているが、父親という事実を隠している。
砂川茂：中尾彬
探偵。赤城からの依頼で亡くなった赤城敏也を探したり、敏也の生まれ変わりを探せと言われて調査したりしている。なにか行動をする際に食べ物（特に甘いもの）を持ち歩く食道楽で、女好きでもある。
高橋：津村鷹志
刑事部長。土井とは対立。奥村やスザンヌとはゼミ生の同期。
土井勉：石倉三郎
熱血漢の刑事。部下をいつも怒鳴りつけている。佐和子が経営するクリスマスローズの常連客で、佐和子との関係も深い。生まれ変わりを完全否定している。後日談では、全ての事件の解決後、高橋の謀略で刑事を辞職する。
松本仁：三谷昇
表向きはしおりの父親。幼少時代のしおりの奇行を隠そうとしている。クリスチャン。
牧村孝子：伊佐山ひろ子
しおりは「おばさん」と呼んでいるが、実は母親。常に無表情でしおりに冷たい。多重人格。
牧村月子：小島聖
しおりの異父妹。ディレクターの土田と浮気している。
赤城崋山：鈴木清順
元教授の輪廻転生論者。首にコルセットを巻き、機械を使って話すが、実は亡くなった息子の俊也の痛みを少しでも味わいたいと思い、自ら声を封印している。砂川に、俊也の生まれ変わりを探してほしいと依頼する。
長嶋佐和子：吉行和子
喫茶店・クリスマスローズの経営者。23年前に妹の広美を殺されている。今でも広美を愛している。喫茶店では穏やかに話すが、時折怖い一面を見せる。後日談では、事件被害者の恋人の一人に公判中に刺殺される。
スザンヌ佐藤：岡本信人
占い師、霊能者。白塗りをし、紫色のスパンコールをまとっているオネエ口調の不気味なキャラクター。彼もクリスマスローズの常連客で、密かに佐和子を想い続けている。人の心を読める。
亀丸：みつまJAPAN
スザンヌの弟子。超能力者であり、パチンコ台を自由に操作したり、眼力で蝋燭に火を灯したりすることができる。無口だが、最終回では言葉を口にする。
河合幸美：吉野公佳
しおりの友人で、同じく学芸員をしている。土田の婚約者。
松山完治：永堀剛敏
学芸員。しおりに片想いしている。
浅倉与一：酒井敏也
赤城の執事。
ラジオDJ：北村夕起、高瀬浩一
リアルと同じくtrfのメンバー役で出演。ラジオDJをしている。番組のワンコーナー「赤い糸の伝言板」で葉書を読まれた婚約者が殺害される怪奇現象が起きる。
長嶋広美：南英子
佐和子の妹。23年前に何者かに殺害された。同じく自殺した敏也と婚約者。
長嶋洋子 : 松崎麻矢
佐和子の娘。クリスマスローズで働いている。
ラジオAD・西岡：西岡すみこ
土田の後輩。trfのラジオ番組のアシスタントディレクターをしている。
小沢龍夫：前原一輝
新米刑事。土井の部下であり、いつも失敗をしては土井から怒られている。
赤城敏也：対馬盛浩（U-turn）
23年前、婚約者だった広美を殺されたショックにより、生まれ変わりを信じて自殺。
ラジオディレクター・土田：土田晃之（U-turn）
trfのラジオ番組のディレクター。ラジオで読まれたリスナーの情報をスザンヌ佐藤へ横流ししている。幸美の婚約者だが、月子と浮気している。
下川初江：千石規子
老人ホームの入居者。俊也のことを知っている。緑亀を手に「いいなずけが殺されて〜、あの世で〜、一緒になったらしいよ」と発言。
その他
- 国枝量平
- 亜崎研二
- 緒口幸信
- 舛屋文子
- 安城久美子

## スタッフ
- 企画・監修：秋元康[1]
- 監督・演出：堤幸彦（第4・5・6・9話）、君塚匠（第1・2・3・7・8・10・11話）[1]
- 脚本：池田裕幾（第1・3話）、小原信治（第1 - 11話）
- プロデューサー：大野晴雄（テレビ東京）、長坂信人、保田憲男
- 制作：テレビ東京、オフィスクレッシェンド
- 音楽プロデュース：小室哲哉[1]
- 主題歌：「BRAND NEW TOMORROW」（trf）[1]

## 放送日程
| 話数                                                       | サブタイトル                            | 放送日   | 視聴率 |
| ---------------------------------------------------------- | --------------------------------------- | -------- | ------ |
| 1                                                          | 前世の恋人                              | 10月14日 | 2.9%   |
| 2                                                          | 誰が私を殺したか                        | 10月21日 | 2.5%   |
| 3                                                          | ラジオが知ってる                        | 10月28日 | 2.3%   |
| 4                                                          | 誰かに恋してる                          | 11月04日 | 1.2%   |
| 5                                                          | 生まれ変わりに恋した二人                | 11月11日 | 2.2%   |
| 6                                                          | 犯人は生きている                        | 11月18日 | 1.9%   |
| 7                                                          | 生まれ変わりのあかし                    | 11月25日 | 1.9%   |
| 8                                                          | 犯人の首を刺した                        | 12月02日 | 2.7%   |
| 9                                                          | 誰かが私を狙ってる                      | 12月09日 | 2.0%   |
| 10                                                         | 犯人は多重人格                          | 12月16日 | 1.6%   |
| 11                                                         | ついに犯人が……trfコンサート会場での追跡 | 12月23日 | 1.7%   |
| 平均視聴率 2.08%（視聴率は関東地区・ビデオリサーチ社調べ） |                                         |          |        |

## エピソード
- 通常、映像作品の回想シーン(幼少期や学生時代など)では演者とは別の役者(子役や若い役者)が演じる事が多いが、長嶋佐和子(演・吉行和子)の回想シーンでは、23年前の出来事の回想シーンとして、10代の女学生役を当時60歳の吉行が演じている。他にも当時52歳であった森本レオや当時47歳であった岡本信人が回想シーンとして、大学生役を演じている[1]。
- 最終回では本ドラマの主題歌を担当しているtrfメンバーが本人役でゲスト出演した。劇中では彼らの東京ドームコンサートでロケを行い、放送時間を拡大して90分スペシャルとして放送された[1]。

## 放送局
| 放送対象地域   | 放送局                     | 系列           | 備考       |
| -------------- | -------------------------- | -------------- | ---------- |
| 関東広域圏     | テレビ東京                 | テレビ東京系列 | 製作局     |
| 北海道         | テレビ北海道               | テレビ東京系列 | 同時ネット |
| 愛知県         | テレビ愛知                 | テレビ東京系列 | 同時ネット |
| 大阪府         | テレビ大阪                 | テレビ東京系列 | 同時ネット |
| 岡山県・香川県 | テレビせとうち             | テレビ東京系列 | 同時ネット |
| 福岡県         | TXN九州（現・TVQ九州放送） | テレビ東京系列 | 同時ネット |
| 和歌山県       | テレビ和歌山               | 独立局         | 同時ネット |
| 滋賀県         | びわ湖放送                 | 独立局         | 遅れネット |
| 鳥取県・島根県 | 日本海テレビ               | 日本テレビ系列 | 遅れネット |
| 愛媛県         | 南海放送                   | 日本テレビ系列 | 遅れネット |
| 福島県         | 福島テレビ                 | フジテレビ系列 | 遅れネット |
| 広島県         | テレビ新広島               | フジテレビ系列 | 遅れネット |

## 関連事項
- クリスマスローズ - 植物。ドラマの中に頻出するキーワードのひとつ。
- バラード第2番ヘ長調 - フレデリック・ショパンの曲。ヒロインがピアノでこれを奏でるシーンが多く登場した。
- DIC川村記念美術館 - 千葉県佐倉市の施設。ヒロインの勤務先としてロケが行われた。
- 安楽椅子探偵 - 後に朝日放送（現在の朝日放送テレビ）が製作した犯人当て懸賞付きのミステリードラマ。